# Alexander Karađorđević, furste av Serbien
Alexander Karađorđević född 11 oktober 1806, död 3 maj 1885 i Timișoara, var en serbisk furste. Han regerade från 1842 till 1858.
Alexander valdes till furste 1842 efter den störtade Mihajlo Obrenović III, och intog en framstegsvänlig hållning och en försiktig attityd gentemot Österrike. Oppositionen mot honom ökade under 1850-talet, bland från panslavistiskt håll. Alexander tvingades abdikera 1858 och gick i exil.